# Neco (motorfiets)
Neco is een historisch merk van motorfietsen.
Neco stond voor: August Negedly & Co., Motorfahrzeugfabrik, Bratislava.
Neco was een kleine Tsjecho-Slowaakse fabriek die van 1923 tot 1927 348- en 490cc-zij- en kopklepmachines met Engelse JAP-motoren produceerde.